# Перкон, Эрнст Карлович
 Эрнст Карлович Перкон (Янберг) (10 октября 1897, усадьба Поринь Виндавского уезда Курляндской губернии — 7 мая 1938, пос. Коммунарка Московской области) — военный деятель, участник Первой мировой войны, Гражданской войны. Заместитель начальника 10-го отдела Разведывательное управление Генштаба РККА. Бригадный комиссар (1935). Расстрелян в 1937 году по обвинению в участии в фашистской шпионской организации. В 1957 году посмертно реабилитирован.

## Биография
Латыш. Из рабочих. Бригадный комиссар (23.11.1935). Брат А. П. Лозовского. В РККА с 1918. Член компартии с 1917. Окончил Высшее начальное училище в Виндаве (1911). Владел немецким языком.
Учился в городском училище в Виндаве (1912—1914), был исключен после ареста брата. Рабочий на заводах в Риге и Кронштадте (1914—1917), боец Красной гвардии в Кронштадте (июнь 1917 — апрель 1918), в отряде особого назначения воевал против войск А. М. Каледина, комиссар Отдела стратегического уплотнения ВЧК, ЧК Северной области (май 1918 — октябрь 1919), секретный сотрудник ЦК Компартии Латвии (КПЛ) и представителя РВС 15-й армии, комендант Псковского концлагеря принудительных работ при Губчека (ноябрь 1919 — июль 1920).
По заданию РВС Петроградского ВО занимался разведработой в Латвии (июль 1920 — сентябрь 1922), помощник резидента, резидент в Риге, одновременно сотрудник подпольной типографии ЦК КПЛ. В октябре 1922 Я. К. Берзин отмечал: «Работая больше двух лет в нелегальных условиях и исполняя весьма ответственную работу, т. Перкон дал хорошие результаты». Перкон — его псевдоним, по-латышски означает Гром.
По собственному желанию был демобилизован, работал в Наркомфине (октябрь 1922 — ноябрь 1923).
В РУ штаба РККА — РУ РККА: в распоряжении (ноябрь 1923 —декабрь 1927), сотрудник для особых поручений при начальнике (декабрь 1927 — октябрь 1928), в распоряжении (октябрь 1928 — март 1930; июнь 1931 — январь 1935; октябрь 1935 — февраль 1936), сотрудник для особых поручений 2-го разряда (март 1930 — июнь 1931), начальник 2-й (технической) части (январь — октябрь 1935), заместитель начальника 10-го (специального технического) отдела (февраль 1936 — декабрь 1937) РУ штаба РККА. 

«Т. Перкон — возглавляет всю технику, фотодело, паспортное бюро и прочую документацию, необходимую для легализации и проезда секретных работников. Опыт работы в этой области имеет свыше десяти лет. Неоднократно возглавлял наши паспортные бюро за рубежом. Агентурные условия и требования на сегодняшний день знает хорошо. Хороший и толковый организатор-техник»
.
Награждён орденом «Знак Почета» (1936) «за отличное и самоотверженное выполнение задания Правительства СССР по обороне страны».

### Арест, расстрел, реабилитация
Арестован 2 декабря 1937 г. Приговорен: Военной Коллегией Верховного Суда СССР 7 мая 1938 года по обвинению в «участии в фашистской шпионской организации» по ст. ст.ст. 58-1б, 58-8, 58-11 УК РСФСР
Приговор: к высшей мере наказания — расстрел.
Реабилитирован: определением Военной коллегии Верховного Суда СССР 27 июня 1957 года.
Москва, расстрельный полигон Коммунарка.

## Награды
- Орден Знак Почёта (1936)

## Звания
- Бригадный комиссар